# スピラミド
スピラミド(Spiramide)は、5-HT2A受容体、5-HT1A受容体及びD2受容体のアンタゴニストであるが、5-HT2C受容体へのアフィニティーはない。